# Eastbourne Open 2025
Eastbourne Open 2025 — тенісний турнір, що проходив на трав'яних кортах у місті Істборн, Велика Британія з 23 до 28 червня. Належав до категорій ATP 250 та  WTA 250.

## Фінальна частина

### Чоловіки, одиночний розряд
Тейлор Фріц —  Дженсон Бруксбі 7–5, 6–1

### Жінки, одиночний розряд
Мая Джойнт —  Александра Еала 6–4, 1–6, 7–6(12–10)

### Чоловіки, парний розряд
Джуліан Кеш /  Ллойд Ґласспул —  Аріель Беар /  Йоран Вліґен 6–4, 7–6(7–5)

### Жінки, парний розряд
Маріє Боузкова /  Анна Даніліна —  Сє Шувей /  Мая Джойнт 6–4, 7–5